# 神奈川県立柏陽高等学校
神奈川県立柏陽高等学校（かながわけんりつ はくようこうとうがっこう）は、神奈川県横浜市栄区柏陽1番1号にある県立高等学校。

## 概要
1967年（昭和42年）4月1日、戸塚区（当時）初の県立高校として開校する。「柏陽」の名は、柏尾川の「柏」と太陽の「陽」とを結び、当時の神奈川県知事内山岩太郎が命名したものである。
学校設立の経緯は、米軍の接収地の返還　→鉄道の敷設　→大規模な開発造成　→住宅・学校の建設という流れの中にある。
敷地は、かつて第一海軍燃料廠であり、戦後は1952年（昭和27年）に跡地を駐留軍が接収して「大船PX」として利用していたが、1967年（昭和42年）1月に全面返還された後、当校は建設された。開校時の校舎の一部は第一海軍燃料廠の施設を改修して用いたため、開校後24年目から校舎の全面改築を行っている。
隣接学区からも志願できる特例措置がとられ、当校の近くに根岸線本郷台駅が新設されて、志望者が増加した。さらに1981年度（昭和56年度）からは、希望ヶ丘高校や横浜平沼高校と一緒の横浜中部学区から分離され、新たに南高校や旧・港南台高校などと横浜南部学区を形成した。
開校時から自然科学教育を重視しており、2003年（平成15年）に文部科学省からスーパーサイエンスハイスクール（SSH）研究開発校の指定を受け（2006年度まで）、大学や企業と連携した科学教育の取り組みを行った。SSH指定により登場したカリキュラムの一部はSSH指定の終了した現在でもSPP（サイエンスパートナーシッププログラム）として継続されている。また、SSH指定に伴って整備された設備はその多くが現在でもそのまま利用されている。

## 沿革
（沿革節の主要な出典は公式サイト）
- 1966年（昭和41年）8月9日：根岸線第2期工事（磯子 ‐ 大船間）の許可が下りる[3]。
- 1967年（昭和42年）
  - 1月 : 全日制普通科設立。神奈川県立横浜平沼高等学校内に事務所を設置。
  - 1月20日 : 大船PXが全面返還[1]。　
  - 4月 : 現在地に移転。第一回入学式（5クラス200名）
- 1973年（昭和48年）4月9日 : 国鉄根岸線が洋光台駅から大船駅へ延伸され[4]、これに伴い本郷台駅が開業する。
- 1974年（昭和49年）12月 : 特別教室棟が完成（校舎改修及び新設整備完了）
- 1991年（平成3年） : 校舎改築開始（旧校舎解体開始）
- 1994年3月 : 校舎改築完了。
- 2003年4月 : 文部科学省からスーパーサイエンスハイスクール研究開発校指定（2006年度まで）
- 2018年
  - 4月：神奈川県教育委員会から学力向上進学重点校の指定を受ける（2021年3月まで予定）
  - 11月：2017年にできなかったため、創立50周年記念式典を実施

## 部活動
- 運動系
  - バレーボール、陸上、バスケットボール、バドミントン、剣道、サッカー、硬式野球、卓球、ソフトテニス、山岳、ソフトボール、ハンドボール、水泳、ラグビー、テニス
- 文化系
  - 美術、写真、演劇、茶道、理科、文芸、合唱、英語、数学、吹奏楽、書道、デザイン・ワーク、クラシックギター、軽音楽、競技かるた

## 交通
- JR根岸線 本郷台駅より徒歩5分

## その他
横浜市立本郷小学校（1892年創立）の跡地に柏陽高校の敷地の一部は建設された。本郷小学校は1960年に現在の場所に移転している。

## 著名な出身者
五十音順

### 政治
- 黄川田仁志 - 衆議院議員、内閣府副大臣

### 文化・芸能
- 内海利勝 - ミュージシャン／キャロルのギタリスト[5]
- 岡村麻純 - 女優
- 川名雅裕 - グラフィックデザイナー、カメラマン
- 翔 - ミュージシャン／横浜銀蝿
- Johnny - ミュージシャン／横浜銀蝿
- 関島岳郎 - ミュージシャン／栗コーダーカルテット（チューバ、リコーダーほか）
- 田中謙介 - ゲームクリエイター、株式会社C2プレパラート代表取締役、艦隊これくしょんなど
- 中込悠 - お笑い芸人／エレガント人生
- モナオ - 歌手
- べんぴねこ - アニメーション監督

### マスメディア
- 市川寛子 - テレビ朝日社員、元アナウンサー
- 川瀬眞由美 - テレビ朝日社員、元アナウンサー
- 北川博之 - 日本海テレビ社員、元アナウンサー
- 廣田直敬 - NHKアナウンサー
- 山口勝 - NHKアナウンサー
- 中原みなみ - テレビ東京アナウンサー

### スポーツ
- 大日方邦子 - チェアスキーヤー／パラリンピック
- 結城耕造 - プロサッカー選手

### 芸術・文芸
- 石川美南 - 歌人
- 宮松重紀 - 指揮者
- 細川義洋 - 作家
- 遠野遥 - 作家、芥川賞受賞者

### 学術・研究
- 阿部弘亨 - 東京大学大学院工学系研究科教授、工学者（博士（工学））
- 岩壁茂 - 立命館大学総合心理学部教授、心理学者（博士（心理学））
- 畑農鋭矢 - 明治大学商学部教授、経済学者（博士（経済学））
- 野村泰紀 - カリフォルニア大学バークレー校教授、理論物理学者